# 옥시타니아 축구 국가대표팀
옥시타니아 축구 국가대표팀은 옥시타니아를 대표하는 축구 국가대표팀이다. FIFA와 UEFA에 가입하지 않았기 때문에 FIFA 월드컵과 UEFA 유럽 축구 선수권 대회에는 참가할 수 없으며 오직 독립 축구 협회 연맹에서 주관하는 대회에만 참가할 수 있다.

## 개요
NF-보드 시절 VIVA 월드컵에는 4번 참가하여 2006년 대회와 2010년 대회에서 3위에 이름을 올렸고 독립 축구 협회 연맹으로 넘어온 후 CONIFA 월드 풋볼컵에는 2014년 대회에 유일하게 참가해 이 대회에서 8강에 올랐다. 유로페아다에는 3번 출전하여 2016년 대회에서 준우승을 차지했다.

## VIVA 월드컵 기록
- 2006년 - 3위
- 2008년 - 불참
- 2010년 - 3위

## CONIFA 월드 풋볼컵 기록
- 2014년 : 8강
- 2016년 : 불참
- 2018년 : 불참